# حمام گاوزن محله
حمام گاوزن محله مربوط به دوره قاجار است و در شهرستان بابل، بخش بابل کنار، دهستان بابل کنار، روستای گاوزن محله واقع شده و این اثر در تاریخ ۲۶ اسفند ۱۳۸۶ با شمارهٔ ثبت ۲۱۹۸۱ به‌عنوان یکی از آثار ملی ایران به ثبت رسیده است.